# Malanti Chiefs Football Club
Le Malanti Chiefs Football Club est un club swazilandais de football basé à Pigg's Peak.

## Histoire
Le joueur burundais Faty Papy  décède le 25 avril 2019 sur le terrain lors d'un match avec les Malanti Chiefs.

## Palmarès
- Coupe d'Eswatini (1)
  - Vainqueur : 2008